# WTA 토너먼트 오브 챔피언스
WTA 토너먼트 오브 챔피언스(WTA Tournament of Champions)는 한 해 동안 WTA 국제 토너먼트에서 한 번 이상 우승했지만 WTA 챔피언십 출전 자격을 얻지 못한 선수들을 위한 여자 시즌 종료 테니스 토너먼트였다. 챔피언 토너먼트는 2009년부터 2014년까지 열렸다. 그런 다음 새로운 형식의 연말 토너먼트인 WTA 엘리트 트로피로 대체되었다.

## 역사
2009년 11월 4~8일 발리 국제 컨벤션 센터에서 처음 선보였으며 2009년 WTA 투어의 일부였다.